# Tyre Extinguishers
 (juillet 2023).
Le contenu est difficilement compréhensible vu les erreurs de traduction, qui sont peut-être dues à l'utilisation d'un logiciel de traduction automatique.

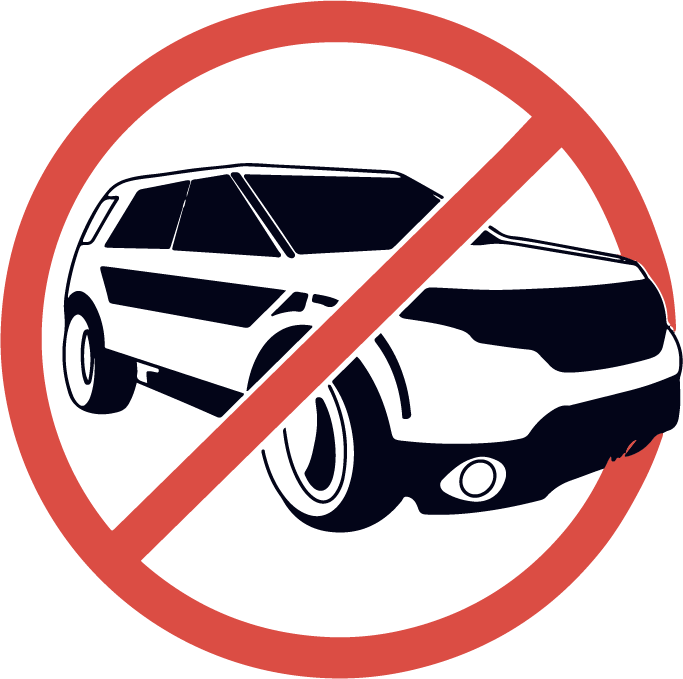
Logo des Tyre Extinguishers.

Tire Extinguishers (en français : « les extincteurs de pneus »), ou « dégonfleurs de pneus » en France, est un mouvement international d'action directe sur le climat qui dégonfle les pneus des SUV. Le groupe estime que les véhicules de types SUV ont un impact important sur le réchauffement climatique. Fondé en 2022, il agit principalement dans les pays européens ou en Amérique du Nord. A l'été 2023, le groupe revendiquait plus de 12 000 dégonflement de véhicules et 120 groupes locaux dans 18 pays.

## Activités
Le 7 mars 2022, le groupe a dégonflé des pneus de SUV dans 13 villes britanniques, y compris dans des quartiers de Londres,,,, ainsi qu'à Cambridge, Brighton et Hove, Bristol,  Édimbourg Liverpool, Sheffield, et également Los Angeles en Californie.
Le 15 mars, deux membres du groupe ont dégonflé les pneus de plusieurs véhicules à Brighton et Hove[réf. à confirmer]. Le 22 mars, des militants de Tire Extinguishers ont dégonflé des pneus de SUV à Didsbury, Manchester. En avril 2022, des actes similaires se sont produits à Zurich, en Suisse et dans les villes allemandes d'Essen et de Dortmund. Le 12 avril, le groupe a dégonflé des pneus de SUV et laissé des tracts sur leurs pare-brises à New Town, à Édimbourg,. Le 21 avril, le groupe a dégonflé les pneus de 120 SUV en une nuit à travers Londres, à Kensington, Paddington, Primrose Hill et Hampstead,. Le 6 mai, deux SUV à Sandringham, une banlieue d'Auckland, en Nouvelle-Zélande, ont été touchés par le groupe, les manifestations s'étant ensuite étendues à d'autres villes de Nouvelle-Zélande, notamment Christchurch et Wellington,,.
En mai, la manifestation s'est étendue à la Suède, avec des extincteurs de pneus dégonflant 142 SUV à Göteborg.
Après que les Tire Extinguishers aient prétendu avoir dégonflé 200 SUV à Édimbourg,  plusieurs groupes dissidents de Tire Extinguishers se sont formés dans d'autres villes écossaises, notamment Dundee (The Dundeeflators) et Glasgow (The Deflationists), entamant une « rivalité amicale » entre les groupes climatiques dans différentes villes écossaises pour dégonfler autant de SUV que possible,.
En juillet 2022, les autres actions du groupe aux États-Unis ont eu lieu à New York, Chicago, Scranton, Pennsylvanie ainsi que dans la baie de San Francisco. Le groupe revendique ses premières actions au Canada (Waterloo, Ontario) et en France (Paris) le même mois,.
En juillet 2022, le groupe déclarait avoir dégonflé les pneus de plus de 5 000 SUV. 
En octobre 2022, le groupe dégonfle des pneus de SUV à Québec.

## Organisation
Le nom « Tyre Extinguishers » apparait en 2021, mais les actions du groupe n'ont réellement commencé qu'en mars 2022. En 2007, un groupe suédois appelé « Les Indiens de la jungle d'asphalte » avait adopté la même tactique, dégonflant plus de 1 500 SUV (selon ses propres chiffres) et, comme le rapporte Vice, « contribuant à envoyer la croissance généralement incessante des SUV nationaux ventes dans un revers rare ».
Le groupe a été décrit par les universitaires de l'Université Aston, Oscar Berglund et Graeme Hayes, comme un « mouvement climatique éphémère », compte tenu de l'accent mis par le groupe sur les individus ou les petits groupes plutôt que sur une structure plus centralisée.
Le professeur de l'Université de Lund et marxiste Andreas Malm, auteur de l'ouvrage Comment saboter un pipeline, a qualifié les actions du groupe de forme de « sabotage extrêmement pacifique et doux ». Malm a poursuivi, « n'importe qui peut dégonfler un SUV : c'est pratiquement un jeu d'enfant. Cela ne nécessite aucune organisation formelle, aucun leadership, aucun fonds, aucun outil autre que des morceaux de gravier, des haricots ou des lentilles vertes. Compte tenu de la nature infiniment reproductible de l'action - le sabotage en tant que mème -, son potentiel de rendre la possession d'un SUV moins pratique et attrayante ne pouvait être ignorée ». 
Des journalistes ont qualifié ces actions de criminelles et les autorités de certaines régions ont encouragé les témoins à fournir des informations,. Aux États-Unis, il a été noté que « les lois des États contre la "manipulation d'un véhicule à moteur" sont susceptibles d'être exécutoires, mais bien sûr, la personne devrait d'abord être prise en flagrant délit » ,,. 